# Sam hạt đỏ lá dài
Sam hạt đỏ lá dài hay còn gọi sam đỏ lá dài, thanh tùng, thông đỏ lá dài, thông đỏ, thông đỏ nam, thông đỏ Hymalaia (danh pháp hai phần: Taxus wallichiana), là loài thực vật phân bổ từ đông Afghanistan đến phía tây tỉnh Vân Nam thuộc tây nam Trung Quốc, kéo dài xuống phía nam tới Việt Nam, ở độ cao 100–3.500 m.

## Các loài
Một số loài thông ở đông nam Trung Quốc, Đài Loan, Việt Nam và Philippines cũng được một số tác giả xếp vào loài Taxus wallichiana, cụ thể là T. wallichiana var. chinensis (Pilger) Florin tuy nhiên chúng thường được xếp thành loài riêng Taxus chinensis.
Tại Việt Nam, sam hạt đỏ lá dài (Taxus wallichiana hay Taxus baccata subsp. wallichiana) được xếp vào Danh mục các loài thực vật, động vật rừng nguy cấp, quý, hiếm.